# Чинте Тезино
Чинте Тезино (итал. Cinte Tesino) је насеље у Италији у округу Тренто, региону Трентино-Јужни Тирол.
Према процени из 2011. у насељу је живело 332 становника. Насеље се налази на надморској висини од 855 м.

## Становништво
Према резултатима пописа становништва 2011. у општини је живело 372 становника.
| 1931. | 1936. | 1951. | 1961. | 1971. | 1981. | 1991. | 2001. | 2011. |
| ----- | ----- | ----- | ----- | ----- | ----- | ----- | ----- | ----- |
| 860   | 771   | 763   | 748   | 614   | 508   | 451   | 406   | 372   |